# Артур Лауманн
Артур Лауманн (нім. Arthur Laumann; 4 липня 1894, Ессен — 18 листопада 1970, Мюнстер) — німецький льотчик-ас і військовий дипломат, герой Першої світової війни. Штандартенфюрер СА (24 серпня 1932), генерал-майор люфтваффе (1 березня 1945). Кавалер ордена Pour le Mérite.

## Біографія
Син фабриканта. Після завершення навчання в школі став торговцем. З початком Першої світової війни поступив на службу добровольцем в 3-й Рейнський польовий артилерійський полк №83. Неодноразово подавав рапорт про переведення в авіацію, 15 серпня 1917 року Лауманн був направлений для проходження льотної підготовки в 13-й запасний авіазагін. З 27 лютого 1918 року — льотчик авіапарку 7-ї армії, після завершення навчання з 6 березня 1918 року — 265-го авіазагону, яким командував його брат, з 19 травня 1918 року —  льотчик (без проходження спеціальної винищувальної підготовки), потім командир 66-ї винищувальної ескадрильї, з 13 серпня 1918 року — командир 10-ї винищувальної ескадрильї.  27 травня 1918 року здобув свою першу повітряну перемогу (в цьому ж бою загинув командир Лауманна, ас Рудольф Віндіш), 4 листопада — останню. Всього за час бойових дій Лауманн здобув 28 перемог, ще одна перемога непідтверджена.
Після війни повернувся на службу в свій полк. В серпні 1919 року вийшов у відпустку, 31 березня 1920 року залишив дійсну службу і знову став торговцем. В липні 1932 року став льотчиком-консультантом групи СА «Нижній Рейн». З березня 1933 року — керівник 6-ї групи (Рейнланд) Німецького товариства повітряного спорту. 1 квітня 1935 року поступив на службу в люфтваффе і був призначений командиром 12-го резервного повітряного округу, а також командиром ескадрильї (згодом — командиром групи) 132-ї винищувальної ескадри.
З 5 вересня 1939 року — військово-повітряний аташе в німецькому посольстві у Белграді та Афінах. З 28 травня 1941 року — комендант аеропорту  3/VIII, з 14 січня 1942 року — 6/XVII. 20 вересня 1943 року відправлений у резерв ОКЛ, 1 березня 1945 року — у відставку.

## Особисте життя
Був одружений, мав двох дітей. Син Лауманна теж став льотчиком і загинув у бою біля Загреба.
Лауман захоплювався полюванням, дуже любив собак. 

## Нагороди

### Перша світова війна
- Залізний хрест 2-го класу (8 лютого 1916)
- Нагрудний знак військового пілота (Пруссія) (18 травня 1918)
- Залізний хрест 1-го класу (17 липня 1918)
- Королівський орден дому Гогенцоллернів, лицарський хрест з мечами (7 вересня 1918)
- Pour le Mérite (25 жовтня 1918)

### Міжвоєнний період
- Почесний хрест ветерана війни з мечами
- Комбінований Знак Пілот-Спостерігач (15 грудня 1936)
- Пам'ятна нарукавна стрічка «Винищувальна ескадра барона фон Ріхтгофена №1 1917/18»
- Медаль «За вислугу років у Вермахті» 4-го класу (4 роки)

### Друга світова війна
- Хрест Воєнних заслуг 2-го класу з мечами
- Нагрудний знак пілота (Хорватія)
- Військовий орден Залізного трилисника 1-го класу (Незалежна Держава Хорватія)
- Орден Корони короля Звоніміра 1-го ступеня з мечами (Незалежна Держава Хорватія)
- Орден Білого орла (Сербія) 3-го класу
- Орден Римського орла, командорський хрест з мечами (Королівство Італія; 1942)